# François Gabart
François Gabart (født 23. marts 1983 i Saint-Michel-d'Entraygues, Frankrig) er en fransk professionel havkapsejls-sportsmand. Han vandt solo-Jorden-rundt-sejladsen Vendée Globe i 2012/13 med den daværende rekord på: 78d 2t 16m.
I 2017 satte han ny rekord, ved som den første at sejle Jorden rundt på 42d 16t 40m 35s, seks døgn hurtigere end den tidligere rekordindehaver Thomas Coville. Dete præsterede han i en solosejlads i sin 30 meter trimaran: Macif. Han satte også verdensrekord under denne sejlads, ved at tilbagelægge 851 sømil på 24 timer (snithastighed på 35,46 knob ≈ 65,7 km/t). Gabart har i det hele taget en lang liste af store havkapsejladssejre bag sig.
Gabart har taget en Diplomingeniør uddannelse fra l'INSA de Lyon i 2007.